# Cleônico
São Cleônico é um santo da Igreja Católica. Foi martirizado em Amaseia, na atual turquia, sob ordens do prefeito Asclepiódato, no reinado de Maximiano. 